# Amiga 1500
Amiga 1500 – komputer domowy wyprodukowany przez firmę Commodore International, w sprzedaży od 1990 roku tylko na terenie Wielkiej Brytanii. Stanowił wersję Amigi 2000 z zainstalowanymi dwiema stacjami dyskietek i bez twardego dysku. Cena tego modelu wynosiła początkowo 999 funtów.
Niedługo później firma First Computers z Leeds wyprodukowała nieoficjalny wariant tego komputera, nazwany 1500+. Zamontowano w nim odmienny układ graficzny – ECS oraz nowszą wersję Kickstartu – v2.04. Istniał także inny wariant tego komputera, zwany 1500Deluxe, zawierający specjalny przełącznik pomiędzy wersjami 1.3 a 2.04 Kickstartu oraz rozszerzoną pamięć RAM.
Dane techniczne:
- Procesor MC68000 (7.14 MHz)
- 1 MB pamięci RAM
- Układ graficzny OCS (w modelu A1500+ ECS)
- Kickstart v1.3
- Środowisko graficzne Workbench v1.3
- Wbudowane dwie stacje dyskietek 3.5" 880 Kb, kontroler twardych dysków typu SCSI
- Obudowa typu desktop z osobną klawiaturą